# Мийович, Луна
Лу́на Зи́мич Ми́йович (босн. Luna Zimić Mijović; род. 2 декабря 1991 года, Сараево, Сараевский кантон, Босния и Герцеговина) — боснийская актриса.

## Биография и карьера
Луна Мийович — дочь журналистов Властимира Мийовича и Амры Зимич Мийович. У Луны есть младшая сестра, которая моложе её на 2 года. Какое-то время Луна жила в Словении и России. Изучала сравнительное литературоведение. В настоящее время она учится на кинорежиссёра в Киноакадемии в Сараеве.
Луна дебютировала в фильме «Грбавица» в роли Сары в 2006 году. Затем в 2010 году она снялась во втором своём фильме «В пути», сыграв в нём роль Дийи. Также Луна принимала участие в трилогии «Драйлебен» (2011), фильмах «Дыхание» (2011), «Рождённый дважды» (2012) и «Молодость» (2015). Помимо боснийских, Луна Мийович играет также в немецких, австрийских, французских, итальянских и хорватских фильмах.

## Фильмография
| Год  |   | Русское название                     | Оригинальное название           | Роль                |
| ---- | - | ------------------------------------ | ------------------------------- | ------------------- |
| 2006 | ф | Грбавица                             | Grbavica                        | Сара                |
| 2010 | ф | В пути                               | Na putu                         | Дийя                |
| 2010 | ф | Фантастический цирк                  | Circus Fantasticus              | дочь                |
| 2011 | ф | Драйлебен: Что-то лучшее, чем смерть | Dreileben                       | Ана                 |
| 2011 | ф | Драйлебен II: Не ходи за мной        | Dreileben - Komm mir nicht nach | Ана                 |
| 2011 | ф | Драйлебен III: Одна минута темноты   | Dreileben - Eine Minute Dunkel  | Ана                 |
| 2011 | ф | Дыхание                              | Atmen                           | Мона                |
| 2012 | ф | Ник                                  | Nick                            | Крис                |
| 2012 | ф | Рождённый дважды                     | Venuto al mondo                 | Данка               |
| 2013 | ф | Страна мечты                         | Traumland                       | Мия                 |
| 2015 | ф | Молодость                            | La giovinezza / Youth           | молодая массажистка |
| 2016 | ф | Смерть в Сараево                     | Smrt u Sarajevu                 | Тайна               |
| 2017 | ф | Тигровое молоко                      | Tigermilch                      | Ясна Бегович        |